# Arthur Hutton
Arthur James Scott Hutton (Glasgow, 10 januari 1891 – 20 januari 1982) was een Schots architect.

## Biografie
Arthur Hutton studeerde aan de Glasgow School of Architecture. Na het beëindigen van zijn studies in 1914 werd hij aangesteld als assistent bij H M Office of Works in Edinburgh. In 1915 nam hij dienst bij de Royal Engineers in Frankrijk, waar hij ziekenhuizen, kampen, bakkerijen en andere gebouwen ontwierp. Nog tijdens de oorlog werd hij toegelaten tot de Royal Institute of British Architects (RIBA). 
In september 1919 beëindigde hij zijn dienst bij de Royal Engineers als kapitein. Diezelfde maand werd hij benoemd tot architect bij de Imperial War Graves Commission (nu de Commonwealth War Graves Commission) in Frankrijk, België en Duitsland, en werkte hij onder  Herbert Baker, Reginald Blomfield en Edwin Lutyens om hun ontwerpen voor de Britse begraafplaatsen uit te voeren evenals het ontwerpen en uitvoeren van eigen ontwerpen zoals Longueval Road Cemetery, Fricourt New Military Cemetery en het gedenkteken voor de leden van het South African Native Labour Corps die sneuvelden of stierven tijdens de Eerste Wereldoorlog, gelegen in de Arques-la-Bataille British Cemetery.
Hij verliet de Commissie in oktober 1926 toen hij op aanbeveling van Herbert Baker werd benoemd tot lid van het Public Works Department (Dienst Openbare Werken) in Kenia dat toezicht hield op de bouw van overheidsgebouwen. Hij ontwierp plannen voor de bouw van scholen, het gerechtsgebouw en het regeringsgebouw in Nairobi. In 1935 werd hij aangenomen als lid van het Royal Institute of British Architects.
In de Tweede Wereldoorlog nam hij terug dienst, nu als luitenant-kolonel, bij speciale troepen achter de Japanse linies in Malaya (Maleisië) net voordat Japan zich overgaf waarna hij naar Singapore trok om te helpen bij het herstarten van de civiele overheidsstructuren. In 1946 werd hij Rijksbouwmeester (Government Architect) in Kuala Lumpur, Maleisië. Bij zijn pensionering in 1950 keerde hij terug naar Engeland en woonde tot zijn overlijden op 20 januari 1982 in Surrey.

## Militaire begraafplaatsen
Enkele door hem ontworpen begraafplaats in België en Frankrijk.
- Buffs Road Cemetery
- X Farm Cemetery
- Thistle Dump Cemetery
- Bridge House Cemetery
- Suzanne Military Cemetery No.3